# Vidas robadas
Vidas robadas é uma telenovela mexicana produzida por Georgina Castro e Fides Velasco e exibida pela Azteca entre 8 de março e 21 de setembro de 2010.
Foi protagonizada por Andrés Palacios e Carla Hernández e antagonizada por Christian Bach e Bernie Paz.

## Sinopse
A história começa em um panteão, 20 depois que María Julia Echeverría de Fernández-Vidal jogou Pedro Antonio Fernández-Vidal Echeverría descendo as escadas, o filho que tinha arrebatado de sua irmã gêmea, María Emilia, e a quem ele havia passado para você. Os dois tiveram um debate acalorado porque Pedro Antonio deixou Paula, uma criada na casa, grávida.
Durante a luta, Maria Julia empurra Pedro Antonio, que cai sobre uma mesa de vidro e morre. A única testemunha do que aconteceu foi José Enrique Fernández-Vidal, filho de Antonio Fernández-Vidal, marido de María Julia e irmão do ex-namorado de María Emilia (ele era o pai de Pedro Antonio). José Enrique e María Julia tornam-se amantes e cometem todo tipo de maldade, começando por arrumar Paula as duas filhas gêmeas. Um nasceu fraco e o outro saudável, então Maria Julia ordena a morte do primeiro (que é abandonado) e adota o segundo. Paula é forçada a ser a enfermeira de sua própria filha.
Os anos passam. Luz, o gêmeo abandonado, cresceu em Yucatán em uma família muito humilde. Para os seus estudos, ele viaja para o México e ele se apaixona por Martín, o mesmo homem que sua irmã gêmea, Camila, usa para o ciúme, seu noivo, Javier Villafaña.
Os gêmeos finalmente se encontram e trocam seus papéis. María Julia, desesperada pela situação, ordena que Luz seja morta, mas por engano, quem morre é Camila.
Luz entra na casa da família e vive inúmeros problemas: o casamento com Javier, o assassinato de seu pai por María Julia e um seqüestro concordado por David Garibay, ex-amante de María Julia.
Juntamente com Antonio marido de María Julia eles fazem um pacto para destruí-la e tentar matá-la. Mas foi o amor de David Garibay (Carla Thompson) que quebrou o acordo e lutou pelo amor de María Julia, deu-lhe a fortuna de Antonio, seu marido e juntos eles iriam deixar o país. mas María Julia deixou-o plantado por José Enrique porque ele iria roubar seu filho de Camila (Luz) e María Julia se vingaria por seu filho perdido Pedro.
No final, David Garibay comete suicídio, José Enrique apaixona-se por María Julia Emilia, gêmea, que permaneceu hospitalizada há anos porque a culpa de ter matado seus pais quando o assassino era María Julia.
José Enrique descobre que ela matou a esposa de sua mãe Antonio. sentindo uma grande culpa pelo dano que ele causou ao pai, eles juntos com Martin decidem pegar Maria Julia pelos crimes que eles fizeram desde que ela foi ferida até a morte e sede de vingança contra sua neta Luz porque descobriu que Luz foi feita atravesse Camila.
Mas não terminou o mal em um plano bem planejado Maria Julia é feita por María Emilia ficando para trás na família e Maria Julia em uma operação policial é sequestrada.
Maria Julia estava atenta na medida em que tentava levar o pedrito (filho de Luz), mas era impossível, no final, cair em um ataque de crise e permanecer imóvel para sempre.
Luz e Martín conseguiram levar seu amor ao altar depois de todos os problemas que enfrentaram com María Julia, Javier, José Enrique e David Garibay.

## Elenco
- Christian Bach - María Julia Echeverría de Fernández Vidal / Maria Emilia Echeverria Ruiz
- Carla Hernández - Luz Herrera / Luz Fernanadez Vidal de Sandoval / Camila Fernandez Vidal de Villafañe
- Andrés Palacios - Martin Sandoval
- Alma Delfina - Aurora Sandoval
- Bernie Paz - Joan Manuel[3]
- Iran Castillo - Carla Thomson
- Pedro Sicard - José Enrique Fernández Vidal
- José Alonso - Antonio Fernández Vidal
- Luis Felipe Tovar - Ángel Cordero
- Martha Cristina - Isabel Fernández Vidal
- Sergio Bonilla - Padre Juán
- Eduardo Arroyuelo - Marcelo
- Daniel Elbitar - Javier Villafañe
- Lupita Sandoval - Saturnina
- Luis Ernesto Franco - Francisco
- Amara Villafuerte - Paula
- Rodolfo Arias - Padre Adolfo
- Maria de la Fuente - Lorena Alvarez
- Victor Civeira - Filiberto
- Paloma Quezada - Rosa Maria
- Luis Alberto López - Pablo
- Julieta Grajales - Nora
- Carmen Delgado - Delia
- Andree Ascencio - Lupe
- Maria Elena Olivares - Fausta
- Javier Escobar - El Velas